# Polizeikooperationszentrum
Ein Polizeikooperationszentrum (abgekürzt PKZ) ist eine Einrichtung der österreichischen Bundespolizei zur besseren grenzüberschreitenden Zusammenarbeit mit den Polizei- und Gendarmerieeinheiten der an Österreich angrenzenden Staaten.

## Organisation und Aufgaben
In einem Polizeikooperationszentrum arbeiten Beamte aus mindestens zwei, teilweise auch mehreren Staaten, gemeinsam im Innen- und Außendienst. Einerseits werden im Innendienst Anfragen aus den Sicherheitsapparaten eines Staates an einen anderen Staat direkt von den jeweiligen Beamten im Kooperationszentrum bearbeitet und so eine effiziente und rasche Weiterarbeit ermöglicht, andererseits wird auch ein gemeinsamer Außen- und Streifendienst im grenznahen Bereich versehen. Dazu gehören im Bereich der sogenannten offenen Grenzen nach dem Schengener Abkommen die Schleierfahndung als auch generell eine Zusammenarbeit bei der Kontrolle von ausländischen Fahrzeugen und bei Ein- und Ausfuhrkontrollen, auch in Zusammenarbeit mit den Organen der Finanzbehörden.

## Geschichte
Das erste Polizeikooperationszentrum wurde im Jahr 2005 in Thörl-Maglern eingerichtet. Im April 2015 fand anlässlich des zehnjährigen Bestehens eine gemeinsame Feier mit Vertretern der Sicherheitsapparate aller beteiligter Staaten statt.
Im Rahmen der Flüchtlingskrise im Jahr 2015 rückten die Polizeikooperationszentren auch kurzzeitig in den öffentlichen Fokus. Als Folge der Flüchtlingskrise wurde auch das Polizeikooperationszentrum in Passau mit der deutschen Bundespolizei und der Bayerischen Landespolizei eingerichtet.

## Standorte
Seit 2016 bestehen folgende Polizeikooperationszentren:
- PKZ Dolga vas
- PKZ Drasenhofen
- PKZ Nickelsdorf
- PKZ Passau
- PKZ Schaanwald
- PKZ Thörl-Maglern

Häufig wurden als Standorte Gebäude, die nach der Abschaffung der Grenzkontrollen nicht mehr in Verwendung waren, herangezogen.